# One Embarcadero Center
One Embarcadero Center – wieżowiec w San Francisco w Stanach Zjednoczonych. Jest drugim co do wysokości budynkiem kompleksu Embarcadero Center. Ma nieco ponad 172 metry wysokości i 45 pięter. Znajduje się w nim parking, powierzchnie handlowe, restauracje i inne. Zaprojektowała go firma John Portman & Associates, która nadała ma cechy stylu międzynarodowego w architekturze. Na 41. piętrze znajduje się taras widokowy oraz wystawa na temat historii i kultury San Francisco. Na dachu umieszczono flagę Stanów Zjednoczonych, której maszt sięga dodatkowo 14 metrów ponad dach wieżowca.